# Adolf Stöckl
Adolf Stöckl (* 7. Jänner 1884 in Wien; † 2. September 1944 ebenda) war ein österreichischer Architekt.

## Leben
Stöckl besuchte die Realschule und studierte von 1902 bis 1907 an der Technischen Hochschule Wien, unter anderem bei Karl König und Karl Mayreder. Nachdem er sein Praktika absolviert hatte, wurde er beim Wiener Stadtbauamt 1911 Baupraktikant, 1912 Bauadjunkt und 1920 Bauoberkommissiär sowie 1929 Oberstadtbaurat.
Sein Schwerpunkt war die Planung von Einrichtungen der Kinderfürsorge, wie Schulen und Kindergärten; hervorzuheben ist dabei die sogenannte „Kinderübernahmestelle“ in Wien 9, Ayrenhoffgasse 9. Weiters beschäftigte er sich für die Planung zahlreicher Wohnhausanlagen der Gemeinde Wien.
Von 1913 bis 1929 war er Mitglied des Österreichischen Ingenieur- und Architekten-Vereines.

## Familie
Stöckl stammte aus gutbürgerlichen Verhältnissen und war der Sohn des Kaufmannes Adolf Stöckl. Er heiratete im Jahr 1909 Friederike Prager (1887–1977). Aus der Ehe gingen unter anderem die Kinder Dipl.-Ing. Ernst (1912–2000) und Anneliese (1922–1945), eine Schauspielerin hervor. Begraben ist er im Familiengrab auf dem Hietzinger Friedhof.

## Werke

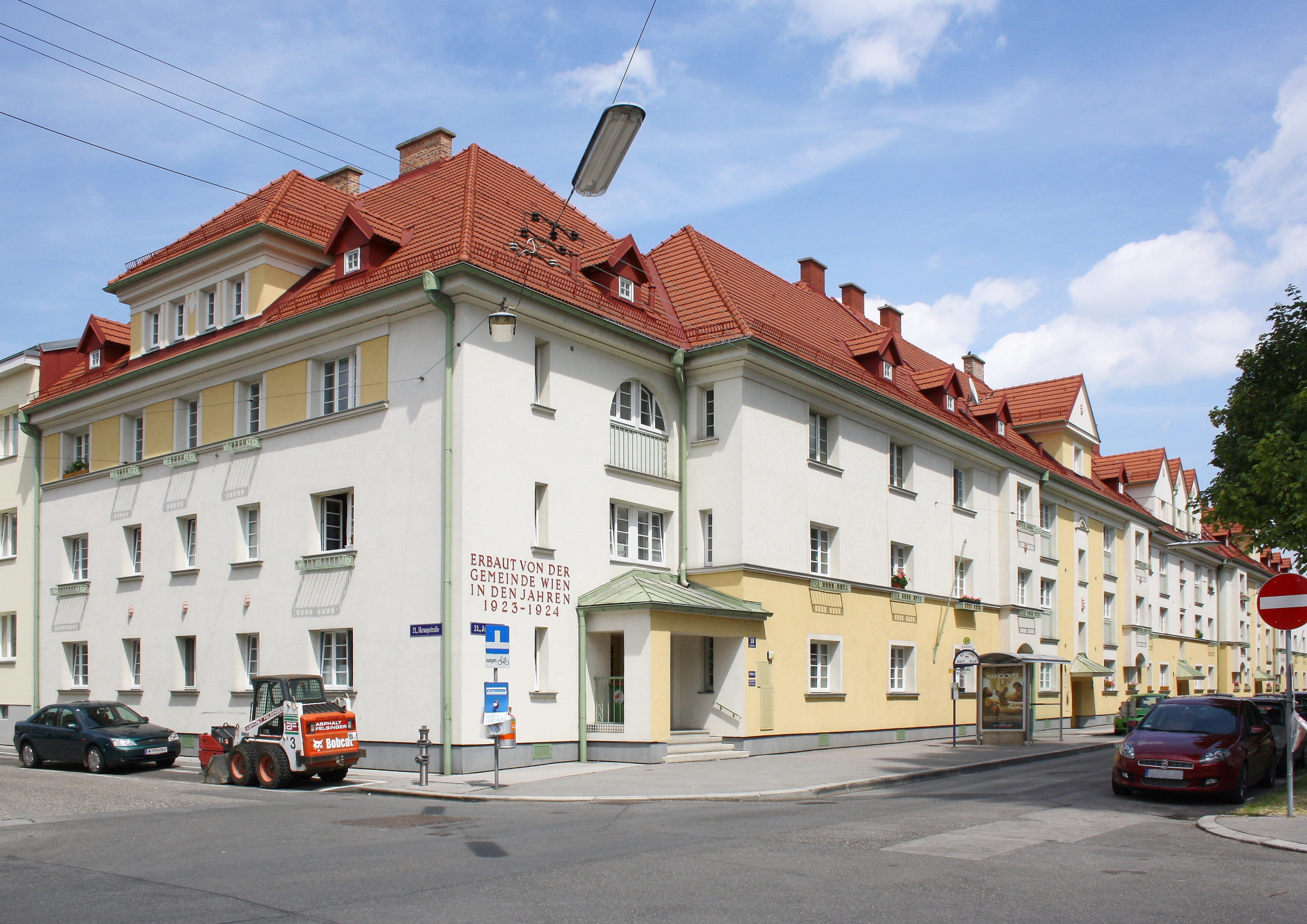
Wohnhausanlage Justgasse 9-27 (1923–1924)

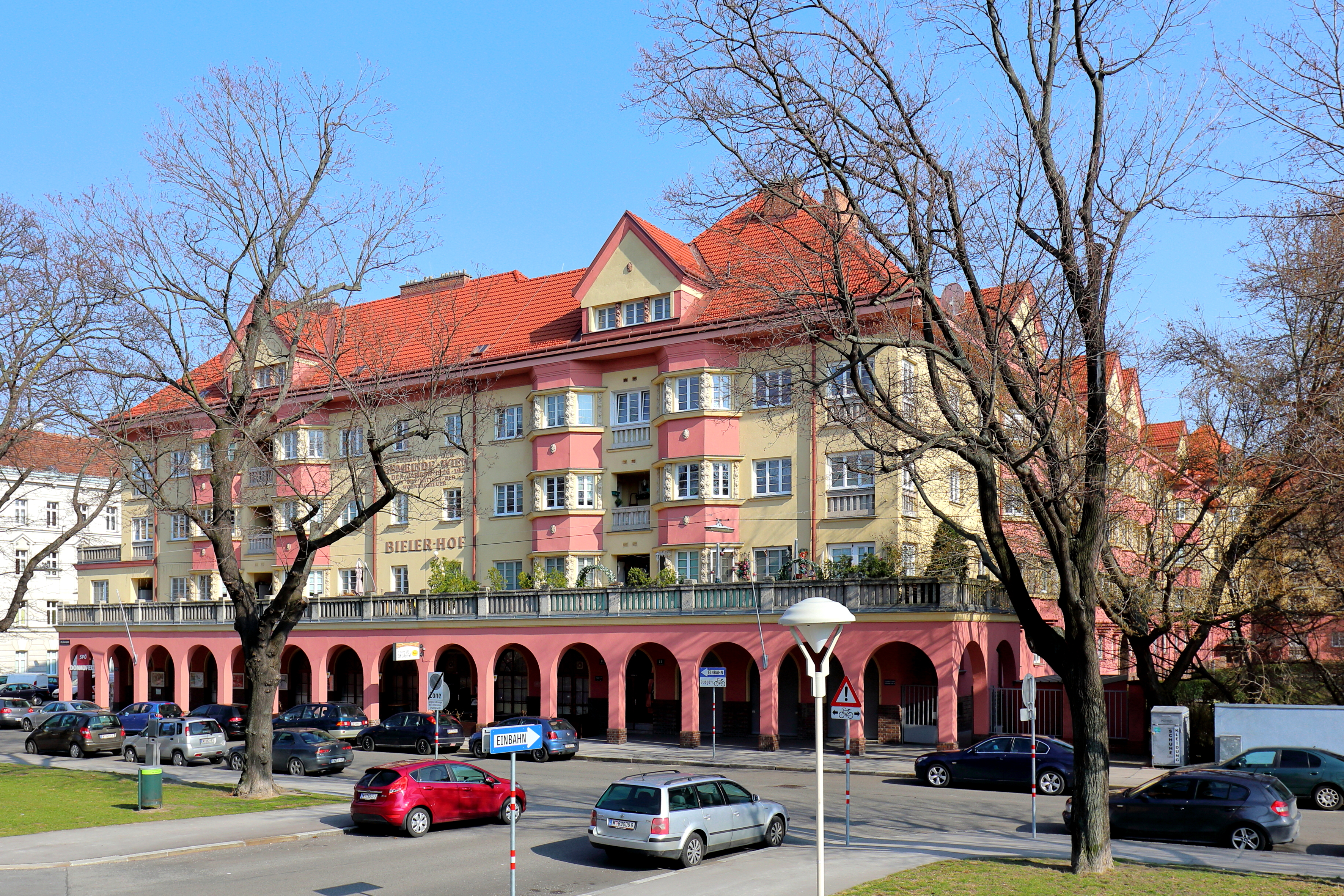
Wohnhausanlage „Bieler Hof“
(1926–1927)

Auszug vom Architektenlexikon, Wien 1770–1945
Wohn- und Geschäftsbauten
- 1913: Wohnhausanlage der städtischen Gaswerke, Wien 11, Kopalgasse 51-53 / Simoningplatz 3
- 1913: Wohnhausanlage der städtischen Gaswerke, Wien 21, Justgasse 1-7 / Edergasse 9 (mit Hugo Mayer)
- 1923–1924: Wohnhausanlage der Gemeinde Wien („Alfons-Petzold-Hof“), Wien 11, Lorystraße 36-38 / Hakelgasse14-18 / Herderplatz
- 1923–1924: Wohnhausanlage der Gemeinde Wien, Wien 21, Justgasse 9-27 / Edergasse 4-10 (mit Konstantin Peller u. Julius Stoik)
- 1925: Wohnhausanlage der Gemeinde Wien, Wien 21, Justgasse 2-4 / Berzeliusgasse 9-13 / Carrogasse 1-5 (mit Konstantin Peller u. Julius Stoik)
- 1925–1926: Wohnhausanlage der Gemeinde Wien („Reumann-Hof“), Wien 5, Margaretengürtel 100-110 (in Zusammenarbeit mit Hubert Gessner)
- 1926–1927: Wohnhausanlage der Gemeinde Wien („Bieler Hof“), Wien 21, Kinzerplatz 10-11
- 1932–1934: Wohnhausanlage der Gemeinde Wien, Wien 22, Langobardenstraße 207

Öffentliche Bauten

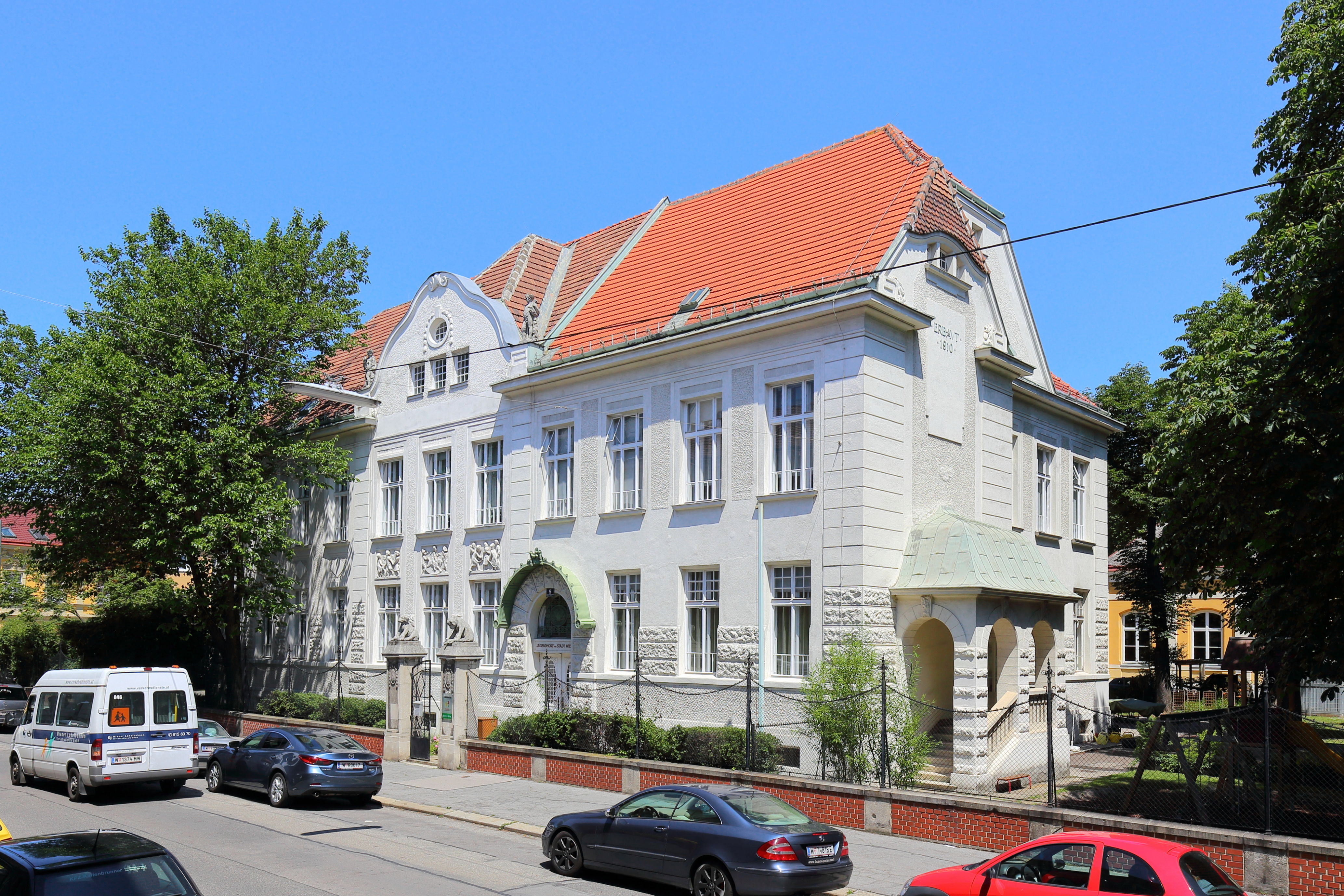
Kindergarten, Bunsengasse 8
(1910–1911)

- 1908: „Kellner-Schule“, Wien 22, Lorenz Kellner-Gasse 15
- 1908–1909: Volksschule, Wien 22, Asparner Heldenplatz 3
- 1910–1911: Kindergarten der Stadt Wien, Wien 21, Bunsengasse 8
- 1911: Volksschule, Wien 2, Jungstraße 6 / Feuerbachstraße / Schönngasse
- 1911–1912: Volksschule, Wien 14, Märzstraße 178-180
- 1912–1913: Volksschule Julius-Meinl-Gasse / Seeböckgasse 32 / Odoakergasse in Wien-Ottakring (mit Max Fiebiger)
- 1916: Tiertränkebrunnen, Wien 6, Gumpendorfer Straße / Theobaldgasse (mit Bildh. Josef Thorak)
- 1917: Kühlhaus der Stadt Wien, Wien 2, Engerthstraße 257
- 1923: Kinderfreibad neben dem Wasserbehälter Steinhof, Wien 16, Johann-Staud-Straße (nicht erhalten)
- 1923–1924: Infektionspavillon des Karolinen-Kinderspitals, Wien 9, Ayrenhoffgasse 5
- 1924–1925: Kinderübernahmestelle, Wien 9, Sobieskigasse 31 / Lustkandlgasse 50 / Ayrenhoffgasse 9
- 1924–1926: Städtisches Volksbad, Wien 12, Ratschkygasse 26 (mit Julius Bittner u. Hubert Gessner)
- 1934: Hauptschule, Wien 22, Langobardenstraße 203-205
- 1939: Zentrale der Hauptfeuerwehrwache und Wohnhausanlage der Gemeinde Wien, Wien 17, Johann-Nepomuk-Berger-Platz 12-13 / Rosensteingasse 2 / Taubergasse 1